# SN 1986N
SN 1986N – supernowa typu Ia odkryta 1 grudnia 1986 roku w galaktyce NGC 1667. W momencie odkrycia miała maksymalną jasność 14,70m.